# I'll Be Waiting
«I'll Be Waiting» és el senzill de debut de la banda californiana The Offspring. Fou publicat el 1986, però tres anys després fou inclòs en l'àlbum homònim. És l'únic senzill que inclou James Lilja com a bateria original de la banda.
D'aquesta cançó s'han editat diverses versions llançades en senzills. El primer fou l'any 1986 en disc de 7" i «Blackball» com a cara-B, de fet, aquest fou el primer llançament oficial de la banda. L'any 1994 fou rellançada aprofitant l'èxit comercial aconseguit per la banda amb l'àlbum Smash. També van editar una versió demo, llavors coneguda com a «Fire and Ice», que fou enregistrada en una demo titulada 6 Songs el 1986.
El senzill es va llançar en format de vinil de 7" amb el segell Black Label Records. Van llançar un total de 1000 còpies que van aconseguir vendre després de dos anys i mig.
Amb la sortida de James Lilja de la banda, Ron Welty el va substituir i va col·laborar amb la banda en el regravació d'ambdues cançons pel seu àlbum de debut l'any 1989.

## Llista de cançons[calcitació]
| Núm. | Títol             | Durada |
| ---- | ----------------- | ------ |
| 1.   | «I'll Be Waiting» | 3:26   |
| 2.   | «Blackball»       | 3:06   |